# Ілиджа (громада)
Ілиджа (хорв. і босн. Opština Ilidža, серб. Општина Илиџа) — боснійська громада, розташована в Сараєвському кантоні Федерації Боснії і Герцеговини. Адміністративним центром є місто Ілиджа.
| Боснія і Герцеговина | Це незавершена стаття з географії Боснії і Герцеговини. Ви можете допомогти проєкту, виправивши або дописавши її. |